# Franz Latzel
Franz Latzel (* 26. Januar 1880 in Bobischau, Landkreis Habelschwerdt, Provinz Schlesien; † 29. August 1941 in Dresden) war ein Dresdner Arbeiterfunktionär und antifaschistischer Widerstandskämpfer.

## Leben

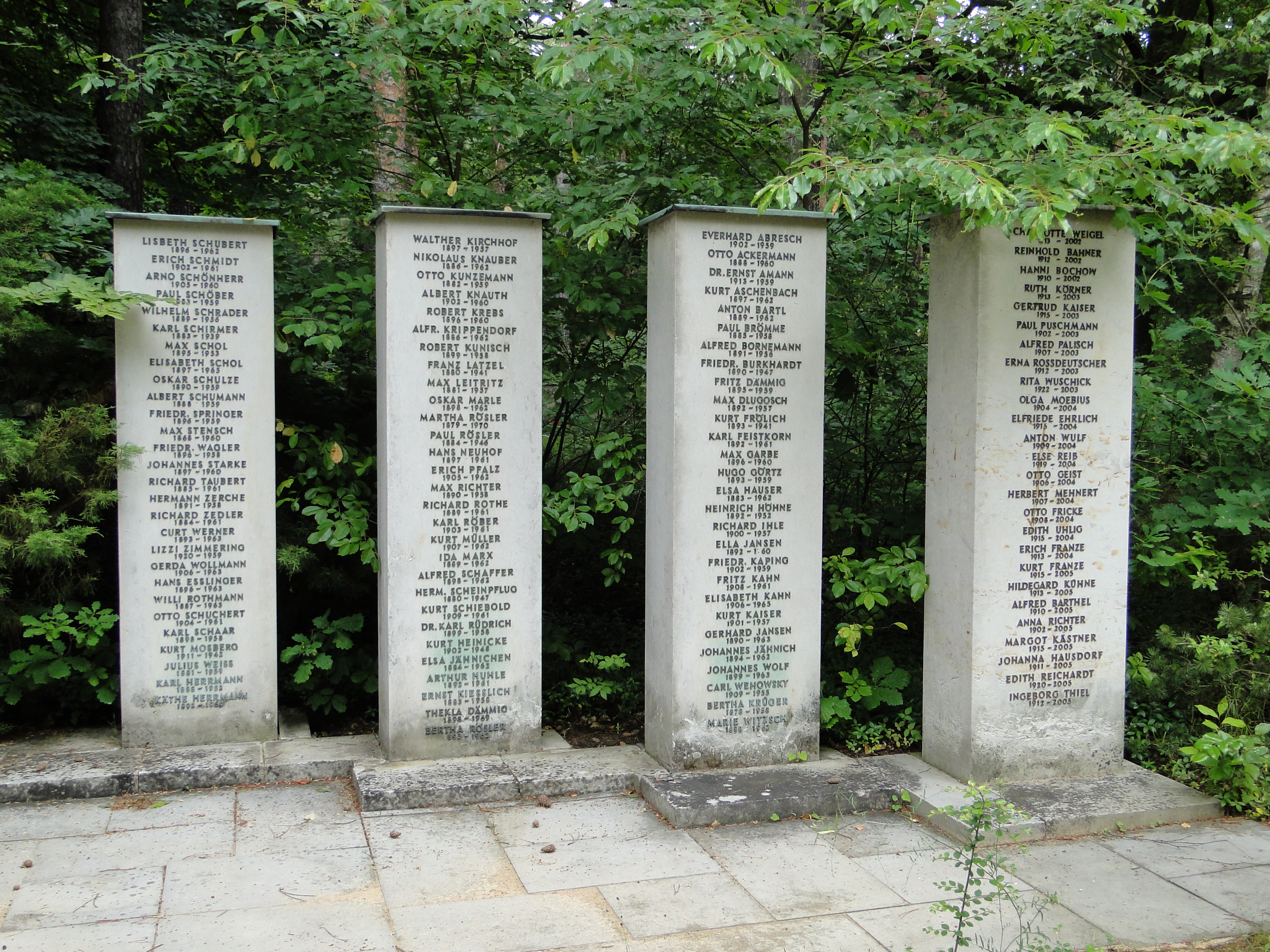
Franz Latzels Urnengrab auf dem Heidefriedhof

Latzel war gelernter Schlosser und Mitglied im Deutschen Metallarbeiter-Verband. Im Jahr 1912 wurde er zunächst Mitglied der SPD, dann trat er 1917 der USPD bei, um schließlich 1920 in die KPD einzutreten. Er war außerdem Mitglied in der „Gemeinschaft Proletarischer Freidenker“ und in der Wohnungsbaugenossenschaft. Latzel arbeitete als Schlosser im Sachsenwerk in Niedersedlitz. Dort beteiligte er sich an illegalen antifaschistischen Aktionen, indem er beispielsweise Flugblätter und anderes Material verteilte.
Im Zusammenhang mit der Inhaftierung des Freitalers Willy Schneider wegen „Hochverrats“ wurde am 21. August 1941 auch Franz Latzel verhaftet. Als Grund gab die Gestapo in einer Meldung wichtiger staatspolizeilicher Ereignisse am 27. August 1941 an, es bestehe der „Verdacht… der Betätigung für die illegale KPD und des Abhörens ausländischer Sender“. Latzel wurde in das Untersuchungsgefängnis im Polizeipräsidium gebracht, wo er tagelang verhört und misshandelt wurde. Am 29. August 1941 erhielten seine Angehörigen die Mitteilung, dass er in der Haft „verstorben“ sei. Sein Urnengrab befindet sich im Ehrenhain des Dresdner Heidefriedhofs.

## Gedenken
Am 24. Juli 1945 wurde die Dürrstraße in Dresden-Leuben in Latzelstraße umbenannt. Seit dem 15. August 1962 heißt sie laut Ratsbeschluss Franz-Latzel-Straße.